# Patronat roku ustanowiony przez Senat Rzeczypospolitej Polskiej
Patronat roku ustanowiony przez Senat Rzeczypospolitej Polskiej stanowi coroczne wyróżnienie podejmowane okolicznościowo w drodze uchwały.

## Patronaty
(Podane lata oznaczają każdorazowo rok obowiązywania patronatów)
- 2006: język polski[1].
- 2007: miasto Kraków[2], Władysław Anders[3].
- 2008: Andrzej i Olga Małkowscy[4].
- 2009: polska demokracja[5].
- 2010: Fryderyk Chopin (Rok Chopinowski)[6], demokracja lokalna[7].
- 2011: Maksymilian Maria Kolbe[8], Maria Skłodowska-Curie[9].
- 2012: uniwersytety trzeciego wieku[10].
- 2013: powstanie styczniowe[11].
- 2014: Jan Nowak-Jeziorański[12], Wielki Jubileusz Uniwersytetu Jagiellońskiego[13], Odrodzenie Senatu[14].
- 2015: samorząd terytorialny[15].
- 2016: Henryk Sienkiewicz[16], solidarność polsko-węgierska[17], Jubileusz 1050-lecia Chrztu Polski[18]
- 2017: 300-lecie Koronacji Obrazu Matki Bożej Częstochowskiej[19], Władysław Biegański[20], Władysław Raczkiewicz[21], Tadeusz Kościuszko[22], Józef Haller[23].
- 2018: Niepodległość[24], Pamięć Powstania Wielkopolskiego 1918/1919[25], Prawda Polaków spod Znaku Rodła[26], Katolicki Uniwersytet Lubelski Jana Pawła II[27], harcerstwo[28].
- 2019: Liga Morska i Rzeczna[29], Maria Szymanowska[30], Stanisław Moniuszko[31], matematyka[31], unia lubelska[32].
- 2020: Jan Kowalewski[33], Jan Paweł II[34], Józef Maria Bocheński[35], Bitwa Warszawska[36], fizyka[37].
- 2021: powstania śląskie[38], Cyprian Kamil Norwid[39], Stefan Wyszyński[40], polska tradycja konstytucyjna[41], pracownicy ochrony zdrowia[42].
- 2022: botanika[43], Ignacy Łukasiewicz[44], Bronisław Geremek[45], Władysław Bartoszewski[46], Bruno Schulz[47].
- 2023: Wisława Szymborska[48], Mikołaj Kopernik[49], Jan Matejko[50], Włodzimierz Przerwa-Tetmajer[51], Pamięć Bohaterek i Bohaterów Getta Warszawskiego[52].
- 2024: Witold Gombrowicz[53], Wincenty Witos[54], Władysław Zamoyski[55], Czesław Miłosz[56], Edukacja Ekonomiczna[57].
- 2025: Edukacja Zdrowotna i Profilaktyka[58], Władysław Stanisław Reymont[59], Maria Pawlikowska-Jasnorzewska[60], Józef Tischner[61], Wojciech Jerzy Has[62].